# Obilić (Bojnik)
Pour les articles homonymes, voir Obilić.
Obilić (en serbe cyrillique : Обилић) est un village de Serbie situé dans la municipalité de Bojnik, district de Jablanica. Au recensement de 2011, il comptait 54 habitants.
Le village porte le nom d'Obilić en l'honneur du chevalier Miloš Obilić fondateur de l'ordre du dragon.

## Démographie
| 1948 | 1953 | 1961 | 1971 | 1981 | 1991 | 2002 | 2011 |
| ---- | ---- | ---- | ---- | ---- | ---- | ---- | ---- |
| 255  | 204  | 145  | 153  | 150  | 107  | 94   | 54   |

|  |